# Russelltribunalen

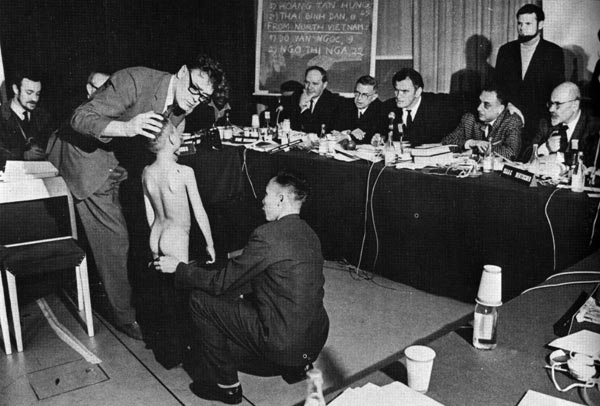
Den nioårige pojken DoVan Ngoc uppvisar hemska bukskador orsakade av napalmbomber. Böjd över pojken dr John Takman.

Russelltribunalen, officiellt känd som International War Crimes Tribunal eller Russell-Sartre Tribunal, organiserades av den brittiske filosofen och pacifisten Bertrand Russell tillsammans med den franske filosofen och författaren Jean-Paul Sartre. Tribunalen undersökte och utvärderade amerikansk utrikespolitik och militära engagemang i Vietnam efter den franska garnisonens nederlag 1954 vid Dien Bien Phu och bildandet av Nordvietnam och Sydvietnam.
Tribunalen konstituerades i november 1966 och genomförde två sessioner 1967, en i Stockholm och en i Roskilde, Danmark.
Ytterligare två Russelltribunaler arrangerades under 1970-talet. Andra Russelltribunalen om människorättsfrågor i Latinamerika och Sydafrika genomfördes i Rom och Bryssel 1973-76. Tredje Russelltribunalen 1977-79 behandlade människorättsfrågor i Tyska Förbundsrepubliken (Västtyskland) och hade sitt säte i Frankfurt-Harheim och Köln-Mülheim.

## Bakgrund
I tribunalen medverkade läkare, jurister, historiker och andra forskare, liksom barn och vuxna från Vietnam, som blivit utsatta för amerikansk skadegörelse och tortyr. Bland medlemmarna fanns historikerna Isaac Deutscher, Wolfgang Abendroth och författare som Simone de Beauvoir, James Baldwin, Peter Weiss och Sara Lidman. Som förebild och juridisk bas för sin granskning hade tribunalen den så kallade Londonöverenskommelsen, som tillkommit efter andra världskriget och som användes som grund vid Nürnbergrättegångarna.
Bildandet av tribunalen följde på publiceringen av Russells bok "War Crimes in Vietnam". Tribunalen konstituerade sig i november 1966 och hade två sammankomster under 1967, en i Stockholm och en i Roskilde, Danmark. Tribunalen, med deltagande från 18 länder, rönte stort internationellt intresse, men var i stort sett ignorerad av USA, som betraktade den som en ensidig skenrättegång utan betydelse.
Tribunalen kom fram till att USA begått krigsförbrytelser i Indokina. Den skapade ett medvetande om att krigsförbrytelser och brott mot mänskligheten inte bara är inrättande av gaskammare utan även varje urskillningslöst angrepp på civilbefolkningen.
Tribunalen har senare fortsatt att på olika håll diskutera brott mot de mänskliga rättigheterna i olika regioner.

## Händelseförlopp
Sveriges regering vädjade till Russelltribunalen att förlägga verksamheten utanför Sverige. Den 24 april 1967 utfärdade Sveriges dåvarande statsminister Tage Erlander en varning att flytta verksamheten till Stockholm, sedan den först var tänkt att vara i Paris. Tage Erlander varnade för svensk-amerikanska relationsproblem. Dagen därpå förklarade de att inte tänkte stoppa den, så länge de följde Sveriges lagar. Den 29 april 1967 demonstrerade studenter i Bryssel och kallade Sveriges regering för ett "redskap för kommunismen". Studenterna lämnade en protestskrivelse till Sveriges ambassad i Bryssel och i tyska tidningar uttrycktes bitterhet över Sveriges gästfrihet gentemot Russelltribunalen. Tage Erlander formulerade sin motvilja i en intervju med NBC:s korrespondent Frank Bergholtzer, och att "Russelltribunalen inte tjänar fredens syfte". I mer eller mindre beklagande ton sa Tage Erlander också att Sveriges regering inte kunde stoppa förhandlingarna. USA:s regering svarade med att Pentagon meddelat att fragmentbomber (även "CUB 6") använts vid amerikanska flygattacker mot Nordvietnam, men förnekade att bomberna använts mot civila mål. Pentagon tillbakavisade också anklagelsen från Stockholm att hälften av de bomber som USA släppt på Nordvietnam skulle vara fragmentbomber.
En nordvietnamesisk pojke som blivit svårt bränd av napalmbomber visades upp. Den 10 maj föll Russelltribunalens dom. Som krigsförbrytare märktes USA, Australien, Nya Zeeland och Sydkorea. Författaren Jean-Paul Sartre höll tal i 30 minuter om tribunalens "konklusion" och ett budskap av Bertrand Russell lästes upp. I det beskrevs Nordvietnams kamp mot USA som Davids kamp mot Goliat. Bevakningen fungerade.
Russelltribunalen meddelade att den skulle fortsätta med att sätta upp ett permanent sekretariat i Paris, men plats för nästa möte var inte bestämt, men möjliga platser var Wien, Japan eller Stockholm. Tribunalen avslutades med tacktal till Sveriges regering.

## Fortsatta Russelltribunaler
Russelltribunaler har sedan den första hållits med olika teman runtom i världen. Den senaste handlade om Palestina. Efter tre deltribunaler hölls sluttribunal i Bryssel i mars 2013. Tribunalen i Bryssel pekade sammanfattningsvis på:
- Israels fortsatta allvarliga brott mot internationella lagar, till exempel förnekelse av rätten till återvändande och till en egen stat, byggandet av Muren inne på Västbanken, brott mot krigets lagar i Gaza och Libanon, massfängslanden, förvar utan rättegång, tortyr, tvångsförflyttningar, husrivningar, selektiva avrättningar och beslagtagande av palestinsk mark. Trots lagbrotten går staten Israel nästan alltid fri.
- Apartheid och sociocid (förstörandet av de värden och normer som utgör ett samhälle) riktade mot palestinier.
- Det ansvar och skuld som åvilar alla stater (särskilt USA) som stödjer Israels brott mot internationell rätt. Samma gäller internationella organisationer som FN samt alla företag eller institutioner som samarbetar med Israel.
- Det stora antalet palestinska fångar i israeliska fängelser. Sedan 1967 har 800 000 palestinier tagits i förvar, motsvarande 40 procent av den manliga befolkningen. I siffran inkluderas även kvinnor och barn.[5]